# Alaska Central Express
Alaska Central Express (IATA: KO, la OACI: AER, indicativo: Ace Air). Es una aerolínea de carga con base en el Aeropuerto Internacional Ted Stevens en Anchorage, Alaska, Estados Unidos.

## Historia
La aerolínea fue creada en 1996, cuando el certificado fue comprado a la parte 135 del operador de Alaska Central Express anteriormente ubicada en Fairbanks , Alaska.
Gran parte de los pilotos originales, el personal, la mecánica y equipamiento que incluye tres Raytheon Beechcraft 1900C vinieron de Markair Express, una subsidiaria de la compañía en quiebra " Markair ". En 2007 con la compra de un N115AX 'combi' Pasajero / Carga Haya 1900C, ACE Carga Aérea comenzó los vuelos de pasajeros chárter. A partir del presente, Alaska Central Express posee siete aviones con los planes para una futura expansión.

## Flota
Flota de la aerolínea a 2016.
| Aeronave        | En uso | Notas |
| --------------- | ------ | ----- |
| Beechcraft 1900 | 7      |       |
| Total           | 7      |       |

## Accidentes e incidentes
El 22 de enero de 2010, un Beechcraft 1900C de Alaska Central Express como Beechcraft vuelo 22 se estrelló en el mar al final de la pista unos segundos después de despegar de la pista en el Aeropuerto de Sand Point, matando a todos sus ocupantes.
El 8 de marzo de 2013 un Beechcraft 1900C (N116AX) que operaba como vuelo 51 desde King Salmon (PAKN) a Dillingham (PADL) se estrelló cerca de Muklung Hills-Aleknagik; las únicas dos personas a bordo, el capitán y el copiloto, perecieron en el accidente.